# 列溫斯科耶湖
56°46′20″N 42°5′2″E / 56.77222°N 42.08389°E
列溫斯科耶湖（俄语：Левинское），是俄羅斯的湖泊，位於該國西部，由伊萬諾沃州負責管轄，長0.37公里、寬0.32公里，面積0.093平方公里，海拔高度112.7米，湖岸線長度1.07公里，平均水深8.7米，最大水深26米。